# توكار (أنمي)
توكار (باليابانية: つうかあ، بالروماجي: Tsū  kaa) (بالإنجليزية: Two Car)‏ هو مسلسل أنمي تلفزيوني أصلي من إخراج ماسافومي تامورا، ومن إنتاج استوديو سيلفر لينك، عرض الأنمي في 7 أكتوبر عام2017 واستمر عرضه حتى 23 ديسمبر عام 2017، وتكون من 12 حلقة.

## القصة
تدور أحداث القصة في جزيرة مياكي جيما، عن يوري مياتا وميغومي ميغورو، وهما صديقتان يشكلان معًا فريق سباقات العربات الجانبية، ويواجهون فرقًا أخرى.

## الشخصيات
يوري مياتا (باليابانية: 宮田 ゆり، بالروماجي: Miyata Yuri)
أداء صوتي: أوي كوغا
ميغومي ميغورو (باليابانية: 目黒 めぐみ، بالروماجي: Meguro Megumi)
أداء صوتي: أيمي تاناكا
موتسوكي شيمازو (باليابانية: 島津 むつき، بالروماجي: Shimazu Mutsuki)
أداء صوتي: أياكا سايتو
آي ماكيتا (باليابانية: 蒔田 あい، بالروماجي: Makita Ai)
أداء صوتي: سورا توكوي
نيني إيتاغاكي (باليابانية: 板垣 ねね، بالروماجي: Itagaki Nene)
أداء صوتي: مانا هيراتا
ميباري تاكادا (باليابانية: 高田 ひばり، بالروماجي: Takada Hibari)
أداء صوتي: ساكورا ناكامورا
تسوغامي ناكاجيما (باليابانية: 中島 つぐみ، بالروماجي: Nakajima Tsugumi)
أداء صوتي: ماريا ناغاناوا
تشيوكي شيوهارا (باليابانية: 塩原 ちゆき، بالروماجي: Shiohara Chiyuki)
أداء صوتي: ساره إمي بريدكات
ميساكي ناغاي (باليابانية: 永井 みさき، بالروماجي: Nagai Misaki)
أداء صوتي: هاروكا توماتسو
إيزومي موراتا (باليابانية: 村田 いずみ، بالروماجي: Murata Izumi)
أداء صوتي: أياكا ناناسي
ناغيسا سوزوكي (باليابانية: 鈴木 なぎさ، بالروماجي: Suzuki Nagisa)
أداء صوتي: ميساتو فوكوين
ماريا شيشيدو (باليابانية: 宍戸 まりあ، بالروماجي: Shishido Maria)
أداء صوتي: أيا سوزاكي
يوريا شيشيدو (باليابانية: 宍戸 ゆりあ، بالروماجي: Shishido Yuria)
أداء صوتي: آيا سوزاكي
كاناي كاواماتا (باليابانية: 川真田 かなえ، بالروماجي: Kawamata Kanae)
أداء صوتي: أياكا شيميزو
تاماي كوريباياشي (باليابانية: 栗林 たまえ، بالروماجي: Kuribayashi Tamae)
أداء صوتي: أريسا موريشيما
ماو كاتاكورا (باليابانية: 片倉 まお، بالروماجي: Katakura Mao)
أداء صوتي: أريسا شيدا
هيتومي إيسوكي (باليابانية: 井関 ひとみ، بالروماجي: Iseki Hitomi)
أداء صوتي: أياهي تاكاغاكي
أريسو أمانو (باليابانية: 天野 ありす، بالروماجي: Amano Arisu)
أداء صوتي: مايا يوشيوكا
كوروسو إيتو (باليابانية: 伊藤 くろす، بالروماجي: Itō Kurosu)
أداء صوتي: يوميري هاناموري
تاناهاشي (باليابانية: 棚橋، بالروماجي: Tanahashi)
أداء صوتي: شينيتشيرو ميكي
يوكو هيغوراشي (باليابانية: 日暮 洋子، بالروماجي: Higurashi Yōko)
أداء صوتي: إيميكو تاكيوتشي
هاتسوني وادا (باليابانية: 和田 はつね، بالروماجي: Wada Hatsune)
أداء صوتي: هيتومي ناباتامي

## وصلات خارجية
- الموقع الرسمي باللغة اليابانية
- توكار (أنمي) على موقع ANN anime (الإنجليزية)